# عيسى بن مهنا
شرف الدين عيسى بن مهنا الطائي، المعروف باسم عيسى بن مهنا (تُوفي في 1284/85)، هو أمير وقائد آل الفضل، وهي سلالة بدوية سيطرت على الصحراء السورية خلال الفترة الممتدة من القرن 13 إلى 15. عُيِّن في منصب أمير العرب من قبل المماليك بعد فتحهم لسوريا في 1260. كما أن والده قد شغل نفس المنصب تحت سلطة الأيوبيين. أعطاه هذا زعامة القبائل العربية السورية الرُّحل وألزمه بتقديم المساعدة للجيش في أوقات الحرب وحماية الحدود الصحراوية من غارات مغول الإلخانات في العراق. باعتبارها جزءاً من إمارته، كما تم منحه إقطاعي سلمية وسرمين. شارك في العديد من الحملات ضد الإلخانيين خلال عهد السلطان الظاهر بيبرس (1260–1277).
في 1379/80، انشق عيسى عن خليفة بيبرس، المنصور سيف الدين قلاوون، وانضم إلى تمرد نائب السلطان المملوكي في سوريا، سنقور الأشقر. ومع ذلك، حذر عيسى سنقور من الالتحاق بالجيش الإلخاني، وتم طرده من منصبه عندما قمعت قوات قلاوون التمرد. وتمت إعادة عيسى قبل 1280، وفي السنة التالية، لعب دوراً حاسماً في معركة حمص الثانية، ونتيجة لقيادته السليمة للجيش، انتصر المماليك على الإلخانيين. بعد وفاته، خلف عيسى ابنه مهنا، وابتداءً من القرن 14، أصبح يحمل الأشخاص الذين ينتمون لنسل عيسى لقب أمير العرب دائماً عدا بعض الأحيان.

## النسب
إن عيشرة عيسى «آل الفضل» كانوا مُنحدرين مباشرة من حاكم فلسطين المفرج بن دغفل بن الجراح (المُتوفِّي عام 1013)، والذي كان نفسه عضواً في قبيلة طيء القديمة؛ كان لقب عيسى «شرف الدين الطائي»، للإشارة إلى جذوره الطائية. بحلول أوائل القرن الثالث عشر، سيطرت عشيرة آل فضل على المنطقة الصحراوية المُمتدَّة من حمص في الغرب إلى وادي الفرات في الشرق ومن قلعة جعبر جنوباً حتى وسط نجد. شغل جد عيسى الأكبر «حديثة» (حفيد مُؤسِّس عشيرة آل الفضل، الفضل بن ربيعة)، منصب أول أمير للعرب (قائد القبائل البدوية) تحت حكم السلطان الأيوبي العادل سيف الدين أحمد (حكم بين 1200-1218)، بداية بتقليد تعيين أحد رجال قبيلة آل الفضل في المنصب. كما شغل أب عيسى «مهنا» وجده «مانع» (تُوفِّي 1232) كلاهما المنصب.

## أمير العرب
لا تُأكد المصادر الإسلامية في القرون الوسطى أنه سبق خلع عيسى من منصب أمير العرب، قبل وفاته. ومن المعروف للبعض، أنه قبل الفتح المملوكي لسوريا في 1260، كان عمه علي بن حديثة هو من يشغل منصب أمير العرب. كما لا تزال أسباب استبدال عيسى بعلي أيضاً غير واضحة. تقول بعض الروايات أنه تمت مكافأة عيسى من قبل السلطان سيف الدين قطز لدعمه له في معركة عين جالوت ضد المغول في النصف الثاني من 1260، على الرغم من أن المصادر تُشير إلى امتناع الخيالة البدويين لعيسى عن المشاركة في المعركة. وفي رواية أخرى، عين خليفة قطز، الظاهر بيبرس، عيسى كمكافأة له لمساعدته خلال نفيه في سوريا في العقد 1250 (في هذه الرواية، كان علي قد جُرِّد من منصبه كعقاب له لحرمان بيبرس من اللجوء عنده). على أي حال، فمن المعروف أن بيبرس قد أصدر تأكيداً دبلوماسياً لعيسى بأنه تم تعيينه في منصب أمير العرب واعتراف السلطان بإقطاعاته في 1260/61. ومن بين هذه الإقطاعات نصف سلمية التي انفصلت عن إقطاع حماة، وسرمين. كان بيبرس أيضاً قد أعطى لآل الفضل وغيرها من القبائل البدوية في الصحراء السورية مهمة حراسة الحدود مع العراق الذي يسيطر عليه المغول الإلخانيين.

### الأحداث خلال عهد قلاوون
توفي بيبرس في يوليو 1277 وخلفه أبناؤه الذين حكموا اسمياً فقط بينما كان أقرب شخص لبيبرس، المنصور سيف الدين قلاوون، رجلاً قوياً. فتقلد هذا الأخير زمام الحكم في 1279 لكنه واجه بعد فترة وجيزة تمرداً من قبل نائب الملك في سوريا، سنقور الأشقر، الذي كان قد انضم إليه عيسى. استغل الإلخانيون وحلفاءهم الأرمن والجورجيين الفتنة داخل المماليك والدعوة من قبل سنقور لغزو سوريا، فاحتلوا حلب. وَبَّخ عيسى سنقور لتحريضه أعداء المسلمين وحثهم على مهاجمته وأمره بعدم خيانة الإسلام في بلاده في آخر عمره. أقنع عيسى سنقور بعدم الانضمام إلى الإلخانيين، وفَرَّ فيما بعد بعد أن علم بتَقَدُّم جيش قلاوون. سعى عيسى للهرب من قوات قلاوون، فتحصَّن في الصحراء في قلعة الرحبة. اُستُبدل عيسى بمحمد بن أبو بكر كعقاب له من قبل قلاوون لدعمه ثورة سنقور. لكن على الأرجح فقد تم تعيين محمد اسمياً فقط، وفي كل الأحوال، تصالح عيسى مع قلاوون في 1280، عندما استدعاه السلطان إلى القاهرة.
وفي أعقاب معركة حمص الثانية بين المماليك والإلخانيين في أكتوبر 1281، فسعى عيسى لقيادة الجناح الأيمن للجيش المملوكي. وتحت قيادته، كان ينتمي الخيالة إلى آل الفضل، الميرة وبني كلاب (قبيلة) وقبائل أخرى. وأثناء المعركة، قام الجناح الأيمن للجيش المملوكي بهجوم ضد الجناح الأيمن للجيش الإلخاني، ثم انقسمت الأجنحة إلى فرق (باستثناء جناح عيسى) حيث شنت هجوماً مرتداً مشتركاً ضد الجناح الأيمن للجيش الإلخاني. شن عيسى خلال هذا الهجوم المرتد هجوماً ساحقاً على الجناح الأيسر للجيش الإلخاني، انتهى بهزيمته. بعد ذلك، دمرت الفرق المملوكية مركز الجيش الإلخاني فسبب ذلك تراجعه إجبارياً، مما أدى إلى نصر مملوكي حاسم. أُشيد بعيسى في التاريخ المملوكي لتأمينه فوز المماليك في المعركة. وكمكافأة له عن عمله، تمت إعادته إلى منصبه كصاحبا لتدمر في أواخر 1281.

## الوفاة والإرث
تُوفي عيسى في مايو 1284. وخلفه ابنه مهنا بن عيسى، الذي حكم إمارته، وأصبح صاحباً لتدمر. لمدة ربع قرن، وقد تقلد مهنا والمنتمين لنسل عيسى من آل الفضل منصب أمير العرب، مع بعد الاستثناءات الطفيفة. يُشار أحياناً لنسل عيسى في آل الفضل باسم «آل عيسى»، وقد تقلدوا المنصب دون انقطاع ابتداءً من القرن 14.

## الملاحظات
1. ↑  اسمه الكامل مع نسبه: شرف الدين عيسى بن مهنا بن مانع بن حديثة بن عضية بن الفضل بن بن ربيعة بن حازم بن علي بن المفرج بن دغفل بن الجراح الشامي الطائي التدمري